# Baía de Amatique
A baía de Amatique é uma baía situada no Golfo de Honduras, ao longo da costa oriental da Guatemala e do Belize. Se estende desde Santo Tomás de Castilla no sul, até Punta Gorda no norte. No sudeste, se limita com uma pequena península conhecida como Punta de Manabique. Tem uma extensão de 880 km² e uma profundidade máxima de 20 m.
A maior parte da baía está localizada no território da Guatemala, e a parte norte pertence ao Belize. A baía recebe a drenagem de três grandes rios: o rio Moho (Belize), o rio Sarstún e o rio Dulce na Guatemala. Os principais portos da baía são Puerto Barrios, Santo Tomás de Castilla e Livingston na Guatemala, e Punta Gorda no Belize.
Na cidade de Puerto Barrios, o aeroporto da cidade fica na orla da baía.